# Kunsthaus Graz

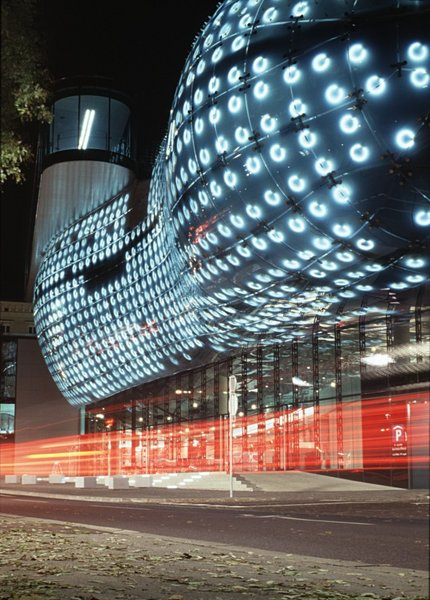
Le Kunsthaus de Graz de nuit, illuminé par sa façade en « média BIX ».

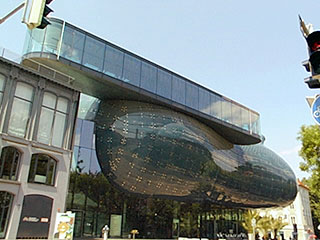
Vue depuis la rue.

Le musée d'art de Graz (en allemand : Kunsthaus Graz, littéralement la maison (« Haus ») d'art (« Kunst »)) est le musée d'art de la ville autrichienne de Graz. Le musée a été construit en vue des manifestations culturelles de 2003 alors que la ville était capitale européenne de la culture, et est depuis l'un des principaux monuments de la ville. 
Sa programmation est spécialisée dans l'art contemporain de ces quatre dernières décennies. Installé en 2003 au bord de la rivière Mur, le musée accueille des expositions temporaires d'art multidisciplinaire, mariant design, nouveaux médias, vidéos, etc.

## Architecture
La forme surprenante et épurée du bâtiment qui diffère radicalement de la typologie habituelle des lieux d'exposition, la plupart du temps fidèle à la tradition moderniste du « cube blanc ». L'équipe d'architectes a choisi une expression architecturale innovante dans la mouvance de ce qu'on appelle la blob architecture qu'ils plongent dans un contexte architectural du XIXe siècle des faubourgs de la Mur. Ce grand bâtiment appelé Friendly Alien (gentil extraterrestre) par ses auteurs, Peter Cook (ex d'Archigram) et Colin Fournier (en), contraste volontairement par sa forme et ses matériaux avec le paysage de toits baroques alentour, avec leur tuiles en argile rouge, mais cependant il conserve une façade en fonte de 1847 du bâtiment d'origine.

## Choix architectural
L'architecture, le design, les nouveaux médias, l'art sur internet, la vidéo, la photographie, l'art sous toutes ses formes est réuni sous un seul toit. La Kunsthaus de Graz a été conçue en tant qu'institution pour montrer des expositions internationales d'art multi-disciplinaire, moderne et contemporain, des années soixante à maintenant. Ce centre ne présente pas d'exposition permanente, ne possède ni collection ni fonds permanent, et n'a pas non plus de centre de recherche. Son unique but est de présenter et de procurer un lieu pour des productions d'art contemporain. La Kunsthaus de Graz met en œuvre un concept neuf qui propose une variété de possibilité dans ses galeries pour satisfaire aux hautes exigences des curateurs des expositions contemporaines.

## BIX Façade
La peau du bâtiment recouverte de BIX procure une singulière fusion entre l'architecture et les nouveaux médias, basée sur un concept des architectes et artistes berlinois realies:united. Le concept de parois BIX, néologisme formé à partir de Big et pIXel, est une surface en verre acrylique sur la façade est du bâtiment regardant la Mur et le centre-ville. Elle présente un écran urbain démesuré qui sert de support pour des productions artistiques. Le projet BIX accompagne différentes expositions et ne sont pas transportée dans la zone publique, aussi l'environnement direct est défini et construit. Au-delà de ça, la communicating outer skin (le revêtement externe communicant) offre aussi la possibilité d'une plate-forme d'échange très percutante pour des projets artistiques, leur permettant un dialogue avec l'environnement autour du Centre culturel. 930 anneaux fluorescents de 40 watts chacun sont implantés dans les 900 m2 de la peau extérieure, avec une variation d'intensité allant de 0 à 100 % sans palier. Chaque anneau lumineux fonctionne comme un pixel pouvant être relié à un ordinateur central. En les faisant jouer ensemble ils peuvent alors servir d'écran grossier pour des indications, des textes ou des séquences vidéos qui flashent et irradient à l'intérieur de la ville : la grosse ampoule bleue de Graz, avec son écran démesuré, devient alors le support de monstrations artistiques.